# تصنيف ذات الرئة
يصنف مرض ذات الرئة (بالإنجليزية: Pneumonia)‏ بطرق متعددة، أكثرها شيوعا هي طريقة اكتسابه (من المستشفى أو من المجتمع)، كما يصنف حسب منطقة الإصابة أو العامل المسبب. كما توجد تصنيفات تجمع عوامل عدة مثل العمر وعوامل الخطورة ووجود أمراض أخرى رئوية أو جهازية وفيمَ إذا كان المريض راقدا في المستشفى أم لا.

## التصنيف بحسب مكان اكتساب الإصابة
- ذات الرئة المكتسب من المجتمع
- ذات الرئة المكتسب من المستشفى

## التصنيف حسب السبب
كان مرض ذات الرئة يصنف بحسب خصائصه نموذجيا أو لانموذجي اعتمادا على الأعراض والكائنات المسببة المفترضة. محاولة استخدام هذا التصنيف عن طريق التمييز على أساس الأعراض لم تكن دقيقة، والجمعية الأمريكية لأمراض الصدر لا تنصح باستخدامه.
أنواعه
- التهاب القصيبات المسد لذات الرئة المنظم
- التهاب رئوي إيزينوفيلي
- ذات الرئة الكيميائي
- ذات الرئة الشفطي
- ذات الرئة المسبب بالغبار
- ذات الرئة الناخر
- ذات الرئة الانتهازي
- التهاب رئوي مزدوج أو التهاب رئوي ثنائي الجانب
- التهاب رئوي لانمطي حاد

## التنصيف حسب موقع الإصابة في الرئة
- ذات الرئة الفصي
- ذات الرئة متعدد الفصوص
- ذات الرئة القصبي
- التهاب الرئة الخلالي المعتاد

## التصنيف السريري
التصنيف السريري التقليدي لذات الرئة يقسم المرض إلى حاد ومزمن. الحاد فترته أقل من 3 أسابيع.
ذات الرئة الحاد يقسم إلى أنواع مثل:
- ذات الرئة القصبي البكتيري (سببه المكورة الرئوية مثلا)
- ذات الرئة اللانموذجي مثل الالتهاب الرئوي الخلالي والذي سببه المفطورة الرئوية أو المتدثرة الرئوية
- متلازمات الالتهاب الرئوي الشفطي

أما ذات الرئة المزمن فيكون عادة بدون عدوى أو بعدوى المتفطرات أو الفطريات أو عدة أنواع من البكتريا. ومن أهم مسبباته النوكاردية أو الشعية الفطرية أو البرعمية ملهبة الجلد أو الالتهاب الرئوي الورمي الحبيبي والذي سببه المتفطرة السلية والمتفطرة اللاسلية والنوسجات والكروانية اللدودة.